# Großdeutscher Rundfunk
La Großdeutscher Rundfunk (« radio de la Grande Allemagne ») fut la désignation du programme unifié de radiodiffusion dans l'Allemagne nazie, du 1er janvier 1939 à la fin de la Seconde Guerre mondiale en mai 1945. Elle a pour origine la Reichs-Rundfunk-Gesellschaft, fondée le 15 mai 1925, qui gérait les stations de radio publiques en Allemagne. Après leur prise du pouvoir en 1933, les nazis transformèrent la société en véritable outil de propagande destiné à être présent dans chaque foyer allemand via le Volksempfänger.

## Histoire

### Contexte de création
La Großdeutscher Rundfunk trouve son origine dans la politique de radiodiffusion de la république de Weimar. La radiodiffusion est initialement assurée par neuf sociétés régionales de Munich à Königsberg fondées en 1923 et 1924 et regroupées, en 1925, au sein de la Société de radiodiffusion du Reich (Reichs-Rundfunk-Gesellschaft ou RRG) sous l'égide de Hans Bredow et Kurt Magnus.
Sur la base de la « deuxième ordonnance de Weimar pour la radiodiffusion » de 1932, qui abroge la première ordonnance de 1925-1926, la radiodiffusion de la république de Weimar est centralisée et étatisée. À partir de juillet 1932, des actions des neuf sociétés existantes sont reprises par l'État. De plus, un émetteur d'Allemagne (« Deutschlandsender »), appartenant à une compagnie commerciale (à partir de 1933, la Deutschlandsender GmbH), opère à partir de 1926 sur ondes longues ; il est chargé de retransmettre dans tout le pays une sélection représentative de programmes des stations régionales. Deux autres stations de l'émetteur d'Allemagne (Deutschlandsender II et III) sont mises en service en 1927 et 1939.

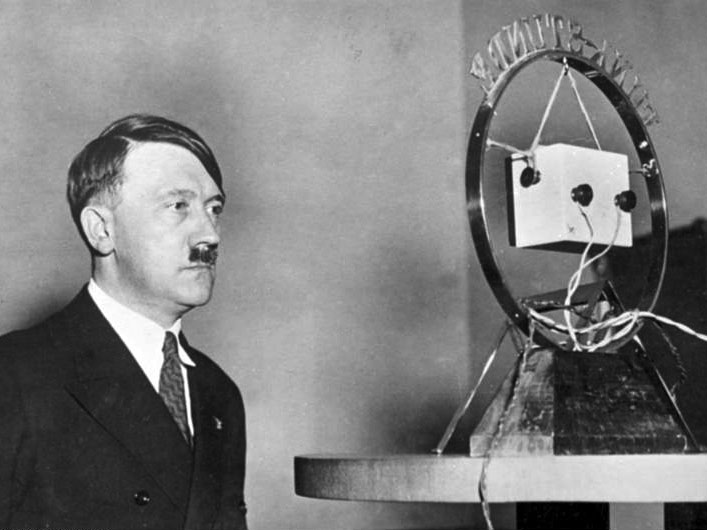
Hitler au microphone, 1 février 1933.

Après la prise de pouvoir du parti nazi le 30 janvier 1933, la radio devient une véritable affaire d'État au sens propre du terme. Très tôt, les nazis voient en elle un instrument central de propagande politique et la subordonnent donc au ministère de la Propagande du Reich de Joseph Goebbels. Mi-1933, Eugen Hadamovsky, un haut dirigeant du parti et jusqu'alors directeur des émissions de l'émetteur d'Allemagne est nommé directeur du RRG et directeur des émissions du Reich.
La RRG est renforcée, ses membres, les sociétés de radiodiffusion autonomes sont dissoutes et transformées en « émetteurs du Reich » à partir du 1er avril 1935. Le territoire de l'Allemagne (Altreich) est couvert par les neuf stations à Berlin, Leipzig, Breslau, Königsberg, Hambourg, Cologne, Francfort-sur-le-Main, Stuttgart et Munich. Avec l'incorporation du territoire du bassin de la Sarre en 1935, la station à Sarrebruck s'ajoute ; après l’annexion de l’Autriche, en mars 1938, s’y ajoute l’émetteur de Vienne.

### De 1939 à 1945
À l’initiative de Joseph Goebbels, le 1er janvier 1939, la Reichsrundfunk reçoit une nouvelle dénomination, la Großdeutscher Rundfunk (radio de la Grande Allemagne). Au cours de la Seconde Guerre mondiale, la diffusion est adaptée aux exigences de guerre, notamment des compagnies de propagande de la Wehrmacht. Elle émet à partir de juin 1940 deux programmes d’orientation nationale-socialiste pour l’ensemble du territoire du Troisième Reich.
Le programme national (Reichsprogramm) est retransmis sur ondes moyennes sur tous les émetteurs du Reich et leurs émetteurs secondaires. Dans la matinée, chaque émetteur dispose d’une à deux heures pour son propre programme. D’environ minuit jusqu’au début des émissions vers 5 ou 6 h du matin, la diffusion s’arrête. Mais on peut écouter pendant cette pause le programme de l’émetteur d’Allemagne sur ondes longues, qui diffuse ses émissions à partir de 12 h 30, pour les arrêter après les premières informations du matin.
Les émetteurs suspendent la transmission à l’approche d’avions ennemis, afin de ne pouvoir être utilisés pour le repérage. Mais, dans plusieurs parties du pays, les transmetteurs par câble locaux relaient, pendant ce laps de temps, le programme de radio du Reich, si bien qu’on peut par exemple entendre dans le district de Hessen-Nassau le programme du Reich sur une fréquence, et sur une autre le programme de l’émetteur d’Allemagne. En cas de danger aérien direct cependant, seules des annonces sur la situation aérienne sont retransmises. Dans d’autres parties du Reich — comme en Bavière du Nord — l’émetteur du quartier général du district aérien de Nuremberg utilise en cas de danger aérien l’onde de l’émetteur secondaire de Nuremberg qui est coupé, pour les rapports sur la direction de visée des escadrilles de bombardiers.
Vers la fin de la Seconde Guerre mondiale, début 1945, les émetteurs du Reich cessent l’un après l’autre leurs activités avec l’avance des troupes alliées à l’Est et à l’Ouest. Le dernier émetteur de la radio grande-allemande à fonctionner est l’émetteur secondaire de Flensbourg, élevé au rang d’émetteur du Reich.
Ensuite, les puissances d’occupation installent dans leurs zones d’occupation de nouvelles stations de radio. Jusqu’à ce qu’elles entrent en action, c’est Radio Luxembourg, sur ondes longues, qui fournit les nouvelles à la population allemande – surtout en Allemagne de l’Ouest.